# Michael Salazar
Michael Dwayne Salazar Jr. (Nueva York, Nueva York, Estados Unidos, 15 de noviembre de 1992) es un futbolista profesional  estadounidense-beliceño que juega como delantero en el LA Galaxy II del USL Championship de los Estados Unidos. Es internacional con la selección de fútbol de Belice.

## Carrera

### Colegial
Salazar comenzó su carrera universitaria en la Universidad Bautista de California. En su primer año en 2011, Salazar hizo un total de 20 apariciones, siete de ellas como titular, y terminó empatado en el liderato goleador con 11 goles y su equipo fue líder con 28 puntos. Sus sólidas actuaciones lo llevaron a ser nombrado estudiante novato del año en la Pacific West Conference y considerado para el segundo equipo de All-PacWest. También llevó a los Lancers a un campeonato de la Pacific West Conference y ayudó a los Lancers a terminar con la mayor cantidad de victorias en la historia de la temporada. Además, Salazar ayudó a Cal Baptist a ganar el campeonato nacional de la National Christian College Athletic Association (NCCAA), con Salazar anotando dos veces en la final. En su segundo año, Salazar hizo 19 apariciones y terminó con seis goles y lideró al equipo con seis asistencias. Una vez más fue incluido en el segundo equipo de All PacWest. Los Lancers obtuvieron su segundo título nacional consecutivo de la NCCAA de la mano de Salazar, dando 2 asistencias en la final. Después de dos temporadas en California Baptist, Salazar fue transferido a UC Riverside el 10 de junio de 2013.
En el primer partido de Salazar con los Highlanders, anotó 3 goles y dio 1 asistencia. Lideraría al equipo con 6 goles y fue incluido en el primer equipo de All Big-West. En 2015, Salazar anotó 6 goles, siendo el segundo mejor goleador del equipo, y una vez más fue incluido en el primer equipo de All Big-West.

### Amateur
Salazar también jugó con el club amateur Orange County Blues II en 2014 y PSA Elite en 2014 y 2015. Salazar anotó 3 goles en 4 apariciones para PSA Elite durante la U.S. Open Cup 2015, lo que le valió el premio al Jugador del Torneo de la División Inferior de 2015.

### Montreal Impact
Salazar fue seleccionado en la segunda ronda (24° global) del MLS SuperDraft 2016 por Montreal Impact. Atrajo la atención cuando anotó un gol para Montreal durante un partido amistoso de pretemporada contra D.C. United. Firmó su primer contrato en la MLS el 1 de marzo de 2016. Salazar comenzó la temporada apareciendo como titular 2 veces con el FC Montreal II. Salazar hizo su debut en la MLS con Montreal Impact el 7 de mayo de 2016 cuando entró como suplente en un empate 4-4 con el Columbus Crew. El 1 de junio anotó su primer gol en la derrota por 4-2 ante el Toronto FC en el partido de ida de las semifinales de Campeonato Canadiense de Fútbol. Salazar tuvo su primera titularidad en la MLS el 2 de julio y anotó el primer y segundo gol de su carrera en la MLS para ayudar a darle a su equipo una victoria por 3-2 sobre el New England Revolution.
El 2 de mayo de 2017, Salazar fue cedido al Ottawa Fury FC, equipo afiliado de la USL a Montreal Impact, después de solo hacer 2 apariciones como suplente en los primeros 9 partidos de Montreal. Hizo su debut en Ottawa Fury el 6 de mayo en un empate 0-0 con los Tampa Bay Rowdies y anotó su primer gol para Ottawa el 20 de mayo en una victoria por 4-3 sobre New York Red Bulls II. La sólida actuación de Salazar con el equipo lo vio regresar al Montreal Impact después de 4 apariciones con Ottawa. Consiguió su primer gol de la temporada para el Montreal el 5 de julio en la derrota por 1-3 ante el Houston Dynamo. Salazar también lograría poner el balón en la red en los próximos dos juegos de Montreal, anotando y dando una asistencia contra el Philadelphia Union el 19 de julio en la victoria por 2-1 y anotando en la derrota por 1-2 ante el FC Dallas el 22 de julio.
El 28 de febrero de 2018, Salazar fue cedido a Ottawa Fury por segunda vez. En el primer juego de Ottawa Fury de la temporada 2018, Salazar consiguió una asistencia en la derrota por 1-4 ante Charlotte Independence. Después de hacer 4 apariciones con Ottawa, Salazar sufrió una lesión en la rodilla que lo obligó a perderse el resto de la temporada.
Salazar fue liberado por Montreal al final de la temporada 2018.
A principios de 2019, Salazar estuvo a prueba con el Birmingham Legion FC de la USL Championship y anotó un gol para ellos en la victoria por 3-1 en un amistoso contra los Chattanooga Red Wolves el 13 de febrero de 2019. Sin embargo, no se le ofreció un contrato con el equipo.

### Río Grande Valley FC
El 14 de marzo de 2019, Rio Grande Valley FC anunció que Salazar firmó con el club para la temporada de la USL Championship 2019. Hizo su debut con los Toros el 16 de marzo, ingresando como suplente en la derrota por 2-0 ante el Fresno FC. Marcó su primer gol con el equipo el 13 de abril en la victoria por 2-1 sobre el Oklahoma City Energy FC. El 24 de abril, Salazar entró como suplente y anotó 3 goles para ayudar a que los Toros empataran 4-4 con LA Galaxy II. Fue nombrado para el Equipo de la Semana de la USL Championship en honor a su actuación contra LA Galaxy II. Salazar volvió a marcar contra LA Galaxy II el 18 de mayo para ayudar a su equipo a asegurar un empate 2-2. En el próximo partido de los Toros, Salazar anotaría un doblete contra el San Antonio FC para ayudar a que el equipo ganara por 3-1. Como resultado, fue incluido por segunda vez en el Equipo de la Semana del USL Championship. Salazar anotó contra Real Monarchs el 8 de junio en la derrota de los Toros por 3-5. Sus 8 goles establecieron un récord en el Río Grande Valley como la mayor cantidad de goles del equipo en una sola temporada del USL Championship.

### Houston Dynamo
El 10 de junio de 2019, Salazar firmó con el club de la MLS, el Houston Dynamo. Hizo su debut en el Dynamo el 11 de junio, entrando como suplente en la victoria por 3-2 sobre Austin Bold en la US Open Cup. Salazar hizo su primera aparición en la liga con el Dynamo el 22 de junio, ingresando como suplente en la derrota por 4-0 ante Portland Timbers. El 29 de junio, tuvo su primera titularidad con el equipo en una derrota por 2-1 ante el New England Revolution. Después de no poder anotar en 10 apariciones con el Dynamo, Salazar fue enviado de regreso al Rio Grande Valley FC como préstamo, donde anotaría 2 goles en 12 apariciones.
Para 2020, Salazar permaneció con el Dynamo, pero solo hizo una aparición en todo el año, la cual fue como suplente al minuto 77 contra Sporting Kansas City en una derrota por 4-0.
Houston rechazó su opción de contrato después de la temporada 2020.

### Memphis 901
El 12 de abril de 2021, Salazar firmó con el Memphis 901 FC del USL Championship. Hizo su debut con Memphis el 15 de mayo, jugando los 90 minutos completos en una derrota por 1-0 ante Birmingham Legion FC. Salazar anotó su primer gol con Memphis el 5 de junio en la victoria por 2-1 sobre Indy Eleven. Terminó la temporada regular con 32 partidos, 6 goles y 2 asistencias, ayudando a Memphis a terminar tercero en la División Central y clasificarse para los playoffs. En el juego de playoffs, Salazar entró como suplente en la primera mitad en la derrota por 3-1 ante Charlotte Independence.

### Los Ángeles Galaxy II
El 3 de marzo de 2022, se anunció que Salazar había firmado con el LA Galaxy II del USL Championship antes de su última temporada en la USL, ya que el club se mudaría después a la MLS Next Pro.

### Selección nacional
El 11 de junio de 2013, Salazar hizo su debut internacional con Belice en un empate 0-0 contra Guatemala. Dos semanas después, fue incluido en su lista de 23 jugadores para la Copa de Oro de la Concacaf 2013. Salazar aparecería en los 3 juegos de Belice en la Copa Oro 2013 y en los 5 juegos de la Copa Centroamericana 2017. Salazar anotó su primer gol con Belice en la victoria por 4-2 sobre Granada en un amistoso el 22 de marzo de 2018. Marcó su segundo gol internacional el 17 de noviembre de 2019 en la derrota por 3-2 ante Granada en la Liga de Naciones de la Concacaf.

## Vida personal
Salazar nació en la ciudad de Nueva York, Nueva York, pero se mudó junto con sus padres a su natal Belice poco después de nacer. Creció en Cayo, Belice. Después de vivir en Belice durante 18 años, Salazar y su familia se mudaron a Moreno Valley, California donde asistió a la preparatoria Canyon Springs en su último año.

## Estadísticas

### Clubes
| Club                            | Season | Liga             | Liga     | Liga  | Copa     | Copa  | Playoffs | Playoffs | Continental | Continental | Total    | Total |
| Club                            | Season | División         | Partidos | Goles | Partidos | Goles | Partidos | Goles    | Partidos    | Goles       | Partidos | Goles |
| ------------------------------- | ------ | ---------------- | -------- | ----- | -------- | ----- | -------- | -------- | ----------- | ----------- | -------- | ----- |
| Montreal Impact                 | 2016   | MLS              | 17       | 2     | 2        | 1     | 0        | 0        | —           | —           | 19       | 3     |
| Montreal Impact                 | 2017   | MLS              | 17       | 3     | 0        | 0     | —        | —        | —           | —           | 17       | 3     |
| Montreal Impact                 | 2018   | MLS              | 0        | 0     | 0        | 0     | —        | —        | —           | —           | 0        | 10    |
| Montreal Impact                 | Total  | Total            | 34       | 5     | 2        | 1     | 0        | 0        | 0           | 0           | 37       | 6     |
| FC Montreal (préstamo)          | 2016   | USL              | 3        | 0     | —        | —     | —        | —        | —           | —           | 3        | 0     |
| Ottawa Fury (préstamo)          | 2017   | USL              | 4        | 2     | 0        | 0     | —        | —        | —           | —           | 4        | 2     |
| Ottawa Fury (préstamo)          | 2018   | USL              | 4        | 0     | 0        | 0     | —        | —        | —           | —           | 4        | 0     |
| Ottawa Fury (préstamo)          | Total  | Total            | 8        | 2     | 0        | 0     | 0        | 0        | 0           | 0           | 8        | 2     |
| Rio Grande Valley FC            | 2019   | USL Championship | 12       | 8     | —        | —     | —        | —        | —           | —           | 12       | 8     |
| Houston Dynamo                  | 2019   | MLS              | 7        | 0     | 2        | 0     | —        | —        | 1           | 0           | 10       | 0     |
| Houston Dynamo                  | 2020   | MLS              | 1        | 0     | 0        | 0     | —        | —        | —           | —           | 1        | 0     |
| Houston Dynamo                  | Total  | Total            | 8        | 0     | 2        | 0     | 0        | 0        | 1           | 0           | 11       | 0     |
| Rio Grande Valley FC (préstamo) | 2019   | USL Championship | 12       | 2     | —        | —     | —        | —        | —           | —           | 12       | 2     |
| Rio Grande Valley FC (préstamo) | Total  | Total            | 24       | 0     | 0        | 0     | 0        | 0        | 0           | 0           | 24       | 10    |
| Memphis 901                     | 2021   | USL Championship | 32       | 6     | —        | —     | 1        | 0        | —           | —           | 33       | 6     |
| Total                           | Total  | Total            | 109      | 23    | 4        | 1     | 1        | 0        | 1           | 0           | 115      | 24    |

### Selección nacional
| Selección | Año   | Partidos | Goles |
| --------- | ----- | -------- | ----- |
| Belice    | 2013  | 4        | 0     |
| Belice    | 2014  | 0        | 0     |
| Belice    | 2015  | 0        | 0     |
| Belice    | 2016  | 1        | 0     |
| Belice    | 2017  | 5        | 0     |
| Belice    | 2018  | 1        | 1     |
| Belice    | 2019  | 4        | 1     |
| Total     | Total | 15       | 2     |

#### Goles internacionales
| No | Fecha                   | Lugar                                              | Adversario | Gol  | Resultado | Competencia                                          |
| -- | ----------------------- | -------------------------------------------------- | ---------- | ---- | --------- | ---------------------------------------------------- |
| 1. | 22 de marzo de 2018     | Estadio Isidoro Beaton, Belmopán, Belice           | Granada    | 1 –1 | 4–2       | Amistoso                                             |
| 2. | 17 de noviembre de 2019 | Estadio Atlético Kirani James, St. George, Granada | Granada    | 2 –1 | 2–3       | Liga C de la Liga de Naciones de la Concacaf 2019-20 |